# ناسور شعري
الناسور الشعري أو الكيسة الشعرية الناسور العصعصي أو كيس الشعر (بالإنجليزية: Pilonidal cyst)‏ هو عبارة عن كيس أو قناة تحتوي على شعر وتظهر في الغالب عند العقد الثاني من العمر وموقعها أسفل الظهر عند العصعص. يعاني مرضاه من آلامٍ وإفرازات دموية بصورة مزمنة أو يظهر بصورة مفاجئة على شكل خراج مسبباً آلام حادة وتورما أسفل الظهر.

## الأعراض
يمكن أن تكون الأكياس الشعرية (الناسور الشعري) مسببة للحكة وغالبًا ما تكون مؤلمة جدًا، وتظهر عادةً بين سن 15 و35 عامًا. وعلى الرغم من أنها توجد عادةً بالقرب من العصعص، إلا أنها قد تظهر أيضًا على السرة، أو الإبط، أو الخد، أو المنطقة التناسلية، رغم أن هذه الأماكن أقل شيوعًا.
قد تشمل العلامات والأعراض:
- ألم متقطع/انزعاج أو تورم فوق فتحة الشرج أو بالقرب من العصعص
- إفراز أصفر غامق (صديدي) أو دموي من منطقة العصعص
- انزعاج عند الجلوس على العصعص، أو عند أداء تمارين الجلوس، أو ركوب الدراجة — أي نشاطات تتضمن الضغط على منطقة العصعص

بعض الأشخاص المصابين بكيس شعري قد لا تظهر عليهم الأعراض.

## أسباب المرض
لأسبابه نظريات عدة، وعندما يقال نظريات فذلك يعني أن السبب الرئيسي غير معروف بالتأكيد. من ضمن هذه النظريات هي النظرية المضمحلة وكونه عيب خلقي، أما النظرية المفضلة الآن فهي كونه ناتج عن دخول الشعر وهذه هي الشواهد على أفضلية هذه النظرية:
1. هذا المرض يصيب عادة الرجال المشعرين، ويكون في السن ما بين 20 و 30 عاما.
2. وجود هذا المرض ليس فقط في أسفل الظهر ولكن أيضا بين الأصابع والسرة وتحت الإبط.
3. لا يوجد بصيلات للشعر الذي يكون في الناسور.
4. ارتجاع المرض.
5. شائع الحدوث.

ولكيفية حدوث المرض دعونا نتخيل أنه عند الجلوس يتم تحميل وزن الجسم كله على الأرداف. والشعر الذي يقع من الجسم نتيجة احتكاك الملابس يسقط في ما بين الأرداف.. (ومما يساعد أيضا على حدوث ذلك كثرة الجلوس - استخدام المناديل الورقية للتنشيف - كثرة القيادة للسيارات)، وبذلك تدخل الشعرة إلى داخل الغدد العرقية التي في جلد هذه المنطقة التي تكون نشطة أثناء هذه الفترة عند الرجال، وبمجرد دخول الشعر يبدأ تكوّن الناسور، وعند تكوّن الناسور يصير الضغط داخله أقل من الخارج، ويبدأ بابتلاع الشعر ويكبر. وهنا لنا نبذة تاريخية، فقد كثر انتشار هذا المرض عند الجنود في الحرب العالمية الثانية عند استخدام عربات الجيب.
بعض الأطفال الذين يولدون مع تَفَرُّض جلدي خفيف (تضريس فجوة في الجلد بالقرب من شق في الأعلى للألْيتان(الأرداف)) (sacral dimple). ونادراً هذه الفجوة قد تتغرض لحدوث الالتهاب، مما يسبب وبصورة أساسية لتشكيل كيس الشعر.

## العلاج
على المريض اتباع الخطوات التالية:
- رفع وإزالة كل الشعيرات السائبة من فتحة أو فتحات الغدد العرقية.
- مراجعة الطبيب للحصول على مضاد حيوي إذا كان هناك التهاب حاد في هذه الغدد العرقية في المنطقة.
- الاهتمام بالنظافة الشخصية وحلاقة الشعر والاستحمام أكثر من مرة وعدم الجلوس فترات طويلة والجلوس في الوضع الصحيح.

### التدخل الجراحي
يتوقف على درجة المرض، ففي حالة الالتهاب البسيط يتم إجراء جراحة لاستئصال الخلايا الالتهابية وتصريف الصديد وتنظيف الجرح وإزالة الشعر، ثم الخياطة، ولا تستغرق مدة الشفاء في الحالات البسيطة أكثر من عدة أيام لكن في حالة تكرار الالتهاب يفتح الجرح وينظف ويترك مفتوحاً، ويتم عمل الغيار والغسيل المستمر حتى يشفى.
ويتبع نفس الأسلوب في الحالات الالتهابية الحادة حيث يتم فتح الكيس وتصريف الصديد واستئصال الخلايا الالتهابية وإزالة الشعر الميت، وفي هذه الحالة لا يتم خياطة الجرح ويترك مفتوحاً مع الحرص على نظافته حتى يتم الشفاء، والذي يستغرق فترة تستمر من ستة إلى عشرة أسابيع يغلق خلالها الجرح تماماً.
ومن أنواع الجراحات أيضا هو أن نحول شق الفلقتين إلى اليمين أو اليسار وهذه تؤدي إلى نتائج أفضل وهي معروفة باسم كاريداكس. وأيضا هناك طريقة بسكومو وهي أن يفتح أحد الأرداف على يمين الناسور ويستأصل من الداخل وتترك هذه الفتحة مفتوحة ثم تستأصل الفتحات الصغيرة وتغلق، وأيضا هناك طريقة تحويل الشكل الرباعي أو تحويلة حرف Z.

## الوقاية من المرض[10]
- إزالة الشعر بشكل مَنْتَظِم.
- تنظيف المنطقة بشكل يومي.
- الحرص على بقاء هذه المنطقة نظيفة جافة دائماً.
- تجنب الجلوس لساعات طويلة.

## معرض صور

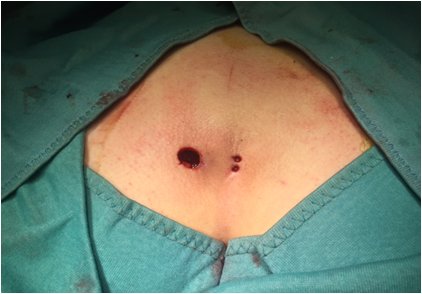
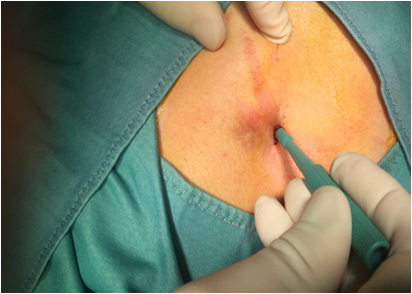
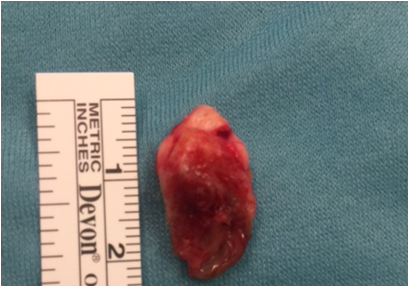
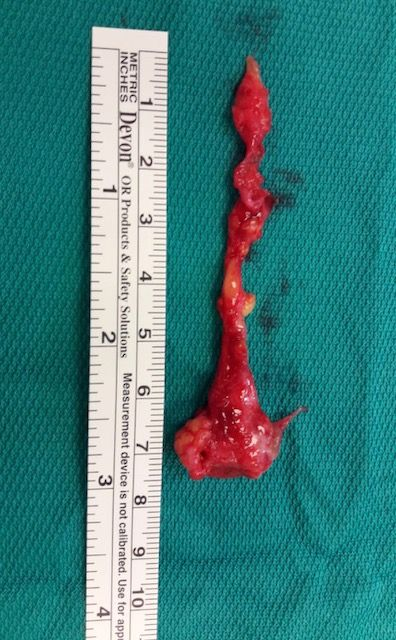